# Spaanse parlementsverkiezingen 2016
De Spaanse parlementsverkiezingen van 2016 werden gehouden op 26 juni. Het betrof vervroegde verkiezingen, aangezien de verschillende partijen er niet in waren geslaagd om een coalitie te vormen na afloop van de verkiezingen van 20 december 2015.
De uiteindelijke opkomst was 69,8%. De Partido Popular van Rajoy boekte lichte winst, het aantal zetels voor PSOE en Podemos bleef gelijk en Ciudadanos verloor acht zetels.
De organisatie en het verloop van parlementsverkiezingen in Spanje is geregeld in de grondwet van dat land. 
1977 · 1979 · 1982 · 1986 · 1989 · 1993 · 1996 · 2000 · 2004 · 2008 · 2011 · 2015 · 2016 · 2019 (april) · 2019 (november) · 2023